# بیزی بنک
بیزی بنک (انگلیسی: Busey Bank) شرکت خدمات مالی و بانکداری آمریکایی است، که در سال ۱۸۶۸ تأسیس شد.